# Inuyashiki
Inuyashiki (jap. いぬやしき) – manga autorstwa Hiroyi Oku, publikowana na łamach magazynu „Evening” wydawnictwa Kōdansha od stycznia 2014 do lipca 2017. Na jej podstawie studio MAPPA wyprodukowało serial anime, który był emitowany od października do grudnia 2017. W kwietniu 2018 premierę miała także adaptacja w postaci filmu live action.

## Fabuła
Ichiro Inuyashiki to starszy, samotny mężczyzna z obojętną rodziną. Pewnego pamiętnego wieczoru, w prawie pustym parku, Inuyashiki zostaje trafiony przez eksplozję pochodzenia pozaziemskiego, w wyniku której jego ciało zostaje zastąpione niezwykle potężnym, choć z zewnątrz wciąż ludzkim, mechanicznym ciałem. Szybko odkrywa zakres swoich nowych zdolności i po uratowaniu bezdomnego pobitego przez grupę nastolatków postanawia poświęcić się czynieniu dobra – używa swoich mocy, by leczyć ludzi z nieuleczalnych chorób i walczyć z przestępczością.
Jednak nastolatek, który był z nim w chwili eksplozji, Hiro Shishigami, również przeszedł tę przemianę, ale w przeciwieństwie do Ichiro, staje się psychopatą, który wykorzystuje swoje nowe zdolności do brutalnych morderstw. Zabija zarówno kolegów z klasy, którzy go denerwują, jak i niewinne rodziny, w tym małe dzieci, robiąc to wyłącznie dla rozrywki. Jego bezlitosne czyny przyciągają uwagę policji, która jednak okazuje się bezsilna. Hiro staje się najbardziej poszukiwanym przestępcą w kraju. Seria śledzi losy tych dwóch ludzi, którzy doświadczyli tej samej niezwykłej przemiany, ale obrali zupełnie inne ścieżki – i których drogi nieuchronnie się skrzyżują.

## Bohaterowie
- Ichiro Inuyashiki (jap. 犬屋敷 壱郎 Inuyashiki Ichirō)

Seiyū: Fumiyo Kohinata 
- Hiro Shishigami (jap. 獅子神 皓 Shishigami Hiro)

Seiyū: Nijirō Murakami 
- Naoyuki Ando (jap. 安堂 直行 Andō Naoyuki)

Seiyū: Kanata Hongō 
- Mari Inuyashiki (jap. 犬屋敷 麻理 Inuyashiki Mari)

Seiyū: Sumire Uesaka 
- Shion Watanabe (jap. 渡辺 しおん Watanabe Shion)

Seiyū: Sumire Morohoshi 

## Manga
Seria była publikowana w magazynie „Evening” od 28 stycznia 2014 do 25 lipca 2017. Wydawnictwo Kōdansha zebrało jej 85 rozdziałów w 10 tankōbonach, wydawanych od 23 maja 2014 do 22 września 2017.
| Nr | Data wydania (język japoński) | ISBN (język japoński)  |
| -- | ----------------------------- | ---------------------- |
| 1  | 23 maja 2014                  | ISBN 978-4-06-354517-3 |
| 2  | 23 października 2014          | ISBN 978-4-06-354541-8 |
| 3  | 23 lutego 2015                | ISBN 978-4-06-354556-2 |
| 4  | 23 lipca 2015                 | ISBN 978-4-06-354580-7 |
| 5  | 20 listopada 2015             | ISBN 978-4-06-354596-8 |
| 6  | 22 kwietnia 2016              | ISBN 978-4-06-354616-3 |
| 7  | 23 sierpnia 2016              | ISBN 978-4-06-354633-0 |
| 8  | 23 stycznia 2017              | ISBN 978-4-06-354655-2 |
| 9  | 23 maja 2017                  | ISBN 978-4-06-354668-2 |
| 10 | 22 września 2017              | ISBN 978-4-06-354688-0 |

## Anime
Adaptacja w formie telewizyjnego serialu anime została zapowiedziana 15 grudnia 2016. Seria została wyprodukowana przez studio MAPPA, a jej emisja trwała od 12 października do 22 grudnia 2017. Motywem otwierającym jest „My Hero” w wykonaniu Man with a Mission, natomiast końcowym „Ai o oshietekureta kimi e” (jap. 愛を教えてくれた君へ) autorstwa Qaijff.

### Lista odcinków
| №  | Tytuł                                 | Premiera             |
| -- | ------------------------------------- | -------------------- |
| 1  | Inuyashiki Ichirō (犬屋敷壱郎)        | 12 października 2017 |
| 2  | Shishigami Hiro (獅子神皓)            | 19 października 2017 |
| 3  | Andō Naoyuki (安堂直行)               | 26 października 2017 |
| 4  | Samejima (鮫島)                       | 2 listopada 2017     |
| 5  | Shishigami Yūko (獅子神優子)          | 9 listopada 2017     |
| 6  | Nichan no hito tachi (２ｃｈの人たち) | 16 listopada 2017    |
| 7  | Watanabe Shion (渡辺しおん)           | 23 listopada 2017    |
| 8  | Inuyashiki Mari (犬屋敷麻理)          | 30 listopada 2017    |
| 9  | Shinjuku no hito-tachi (新宿の人たち) | 7 grudnia 2017       |
| 10 | Tōkyō no hito-tachi (東京の人たち)    | 14 grudnia 2017      |
| 11 | Chikyū no hito-tachi (地球の人たち)   | 21 grudnia 2017      |

## Film live action
15 grudnia 2016 ogłoszono powstanie filmu live action opartego na mandze. 21 grudnia 2017 opublikowano zwiastun oraz uruchomiono oficjalną stronę internetową filmu. Produkcja, będąca pierwszą częścią planowanej trylogii, miała swoją premierę 20 kwietnia 2018. Za reżyserię odpowiadał Shinsuke Satō, który wcześniej stworzył aktorską wersję mangi Gantz. W głównych rolach wystąpili Noritake Kinashi jako Ichirō Inuyashiki oraz Takeru Satō jako Hiro Shishigami.

## Odbiór
Manga została wyróżniona jako jedna z prac rekomendowanych przez jury podczas 18. i 19. edycji Japan Media Arts Festival w latach 2014 i 2015. Otrzymała francuską nagrodę „Daruma d’or manga” podczas Japan Expo Awards 2016. Seria została również nominowana w kategorii najlepszy komiks na 44. Międzynarodowym Festiwalu Komiksu w Angoulême w 2017 roku, natomiast w 2018 roku otrzymała nominację w kategorii najlepszy komiks podczas 49. edycji nagród Seiun.
Do kwietnia 2018 manga rozeszła się w nakładzie 3,1 miliona egzemplarzy.